# Philine Leudesdorff-Tormin

Philine Tormin, 15 Jahre, Dresden

Philine Leudesdorff-Tormin, geboren Philine Tormin (* 1. Dezember 1892 in Düsseldorf; † 19. April 1924 in Hamburg) war eine deutsche Schauspielerin.

## Leben

### Kindheit und Ausbildung
Philine Tormin wurde 1892 in Düsseldorf geboren, später zog ihre Familie nach Sachsen. Zuerst ging sie in Radebeul zur Schule, danach in Dresden. Bereits damals hatte sie künstlerische Interessen, trat bei Schulaufführungen auf und äußerte früh den Wunsch, Schauspielerin zu werden. Sie verließ vorzeitig die Schule und wechselte an das Theaterinstitut Senff Georgi in Dresden, das sie ein halbes Jahr lang besuchte. Ihr erstes Engagement erhielt sie am Sommertheater in Merseburg, wo sie als Lorle in Dorf und Stadt (Charlotte Birch-Pfeiffer) auftrat. Es folgte ein Winterengagement in Liegnitz, bei dem Carl Clewing vom Königlichen Schauspielhaus Berlin sie sah und weiterempfahl. Kurz darauf bat der Direktor der Neuen Wiener Bühne sie zu einem Vorsprechen und gab ihr anschließend einen Dreijahresvertrag.

### Engagements im Ausland
Mit der Neuen Wiener Bühne unternahm Tormin umfangreiche Gastspielreisen, vorwiegend innerhalb Österreichs, aber auch nach Deutschland und Italien. Die damals zwanzigjährige Tormin sog die neuen Eindrücke in sich auf und sammelte schauspielerische Erfahrung. Durch ihr jugendliches Alter und ihre unbekümmerte Ausstrahlung fiel ihr überwiegend die Rolle der Naiven zu, mit der sie schnell erste Erfolge erzielte. Auch ein vierwöchiges Gastspiel am Residenztheater in Dresden, bei dem sie die Hauptrolle in dem Stück Als ich noch im Flügelkleide von Albert Kehm und Martin Frehsee übernahm, brachte ihr positive Kritiken ein. Das Dresdner Journal schreibt: „Wir haben die Anmut und das lebendige Spiel dieser Künstlerin seinerzeit sehr gerühmt und können das auch heute wieder tun.“
Nach zwei Jahren wechselte Tormin an das Deutsche Landestheater in Prag, wo sie besonders als Eleonore in Ostern (August Strindberg) Aufsehen erregte.

### Karriere und Familiengründung in Hamburg
1915 ging Tormin an das  Thalia Theater in Hamburg. In den neun Jahren ihres dortigen Engagements trat sie in unzähligen Stücken auf und war beliebt bei Publikum und Kritikern. Zu ihren größten Erfolgen zählten unter anderem die Titelrolle in Verlorene Tochter (Ludwig Fulda) sowie Hauptrollen in Will und Wiebke (Fedor von Zobeltitz), Scampolo (Dario Niccodemi) und Der Kreis (William Somerset Maugham).
Am 1. Mai 1918 heiratete sie den Schauspieler und Kollegen Ernst Leudesdorff. Sie bekamen zwei Kinder, Hans und Ingeborg.
1920 trat sie in dem Stummfilm Künstlerlaunen der Vera-Filmwerke auf.

### Tod und Nachruf

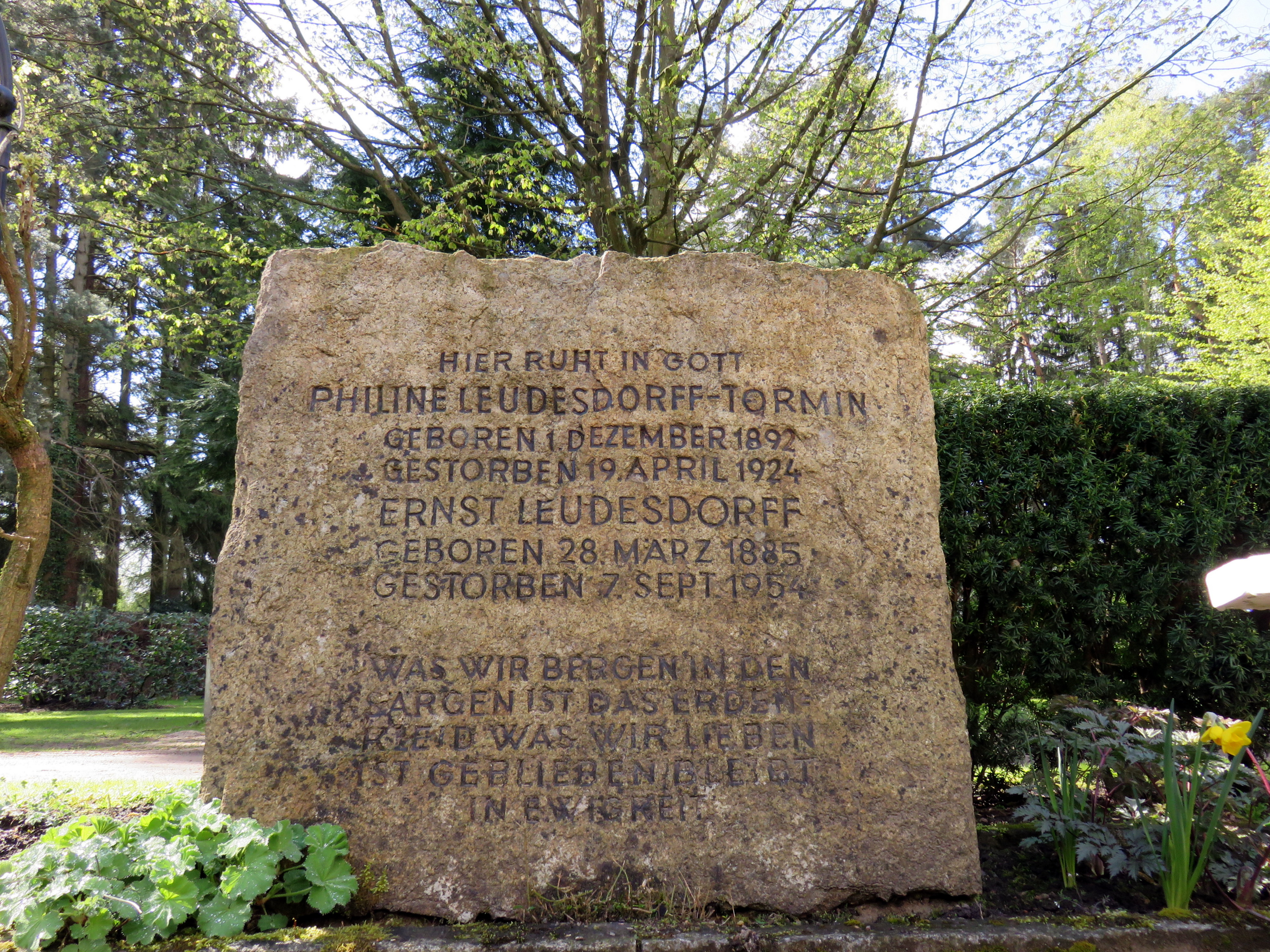
Grabstein im
Garten der Frauen

1924 starb Tormin im Alter von 31 Jahren an den Folgen einer Mandeloperation. Sie wurde auf dem Friedhof Ohlsdorf unter breiter öffentlicher Anteilnahme beigesetzt. Heute befindet sich ihr Grabstein im Garten der Frauen.
Es erschienen Nachrufe in verschiedenen Zeitungen, beispielsweise schrieb Philipp Berges im Hamburger Fremdenblatt: „Philine Tormin, so jung sie war, zählte schon zu den Großen in der Schauspielzunft; man kann sie ohne weiteres den bedeutendsten deutschen Schauspielerinnen der Gegenwart zurechnen. Sie war längst nicht mehr die muntere Naive allein, als die man sie in Hamburg zuerst kennenlernte, sie hatte sich zu einer Charakterspielerin ausgewachsen, der keine Rolle fremd war. Geborene Künstlerin, erfaßte sie die Wesenheit jedes Charakters intuitiv, beinahe naiv das Richtige treffend, und spielte ihn ohne Künstelei zielsicher und menschlich wahr. Die Natürlichkeit und Ungezwungenheit, mit der sie sich in ernste wie heitere, dem Leben abgelauschte und exzentrische Rollen ohne Tastversuche fand, waren häufig verblüffend. Nie merkte man die Arbeit, die hinter ihren Leistungen stand, so selbstverständlich und leicht stellte sie ihre Figuren auf die Bühne. Zu Hilfe kamen ihr das gewinnende Äußere, das herrliche, sprechende Auge, das für das ganze Gesicht charakteristisch war, ein ganz vorzügliches Sprechtalent und ein sprühendes Temperament.“